# 1163 هـ
1163 هـ هي سنة في التقويم الهجري امتدت مقابلةً في التقويم الميلادي بين سنتي 1749 و1750.

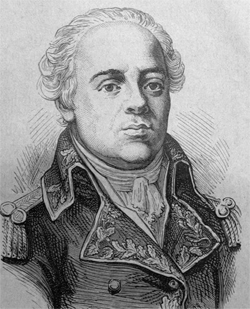
جاك فرانسوا مينو

## أحداث
- الإمام محمد بن سعود يضم سدير وحريملاء والعيينة تحت حكمه.

## مواليد
- أحمد بن إدريس الفاسي
- جاك فرانسوا مينو
- رفيع الدين الدهلوي

## وفيات
- ألبرتوس شولتنز
- محمد حياة السندي.